# BSA A50-serie
De BSA A50-serie was een serie 500cc-motorfietsen die het Britse merk BSA uit Birmingham produceerde van 1962 tot 1970.

## Voorgeschiedenis
Vlak voor de Tweede Wereldoorlog presenteerde Triumph haar Triumph Speed Twin, een 500cc-paralleltwin. Voor de hoofdconstructeur van BSA, Val Page betekende dit dat hij met spoed ook een paralleltwin moest gaan maken. In 1939 vertrok Page naar Ariel, maar toen waren de tekeningen van deze machine al klaar. Tijdens de oorlog werkten Herbert Parker en David Munro eraan verder en werden ook enkele prototypen gemaakt. Na de oorlog presenteerde BSA al in 1947 de BSA A7, een paralleltwin met als typische eigenschap dat ze slechts één nokkenas had die achter de cilinders lag en waar alle vier de stoterstangen bediend werden. Dat had als voordeel dat de voorkant van het cilinderblok helemaal vrij was en volledig gekoeld werd. In 1948 kwam een oud-leerling van Page, Bert Hopwood van Norton naar BSA en hij ontwikkelde de 650cc-BSA A10 en hij begon ook meteen de A7 te verbeteren. De basis bleef echter gelijk: een staande paralleltwin met de nokkenas en de stoterstangen achter de cilinders en met een losse (pre unit) versnellingsbak. Aan het einde van de productie in 1962 bestond de A-serie uit een toermodel en een sportmodel, de A7 en de A7SS Shooting Star. Beiden hadden een boring van 66 mm, een slag van 72,6 mm en een cilinderinhoud van 496,8 cc. De A7 leverde 26 pk en de A7SS Shooting Star leverde 30 pk.

### Lucas Industries
De belangrijkste toeleveranciers voor BSA waren eveneens in Birmingham gevestigd: Amalgamated Carburetters Ltd. (Amal) voor de carburateurs en Lucas Industries voor de elektrische installatie en de ontsteking. Lucas verzorgde vrijwel alle Britse merken met magneet/dynamo-systemen, maar schakelde eind jaren vijftig over op wisselstroomdynamo's met een accu-bobine-ontsteking. Dat betekende dat alle motorblokken opnieuw ontworpen moesten worden. BSA verving daarop de 350cc-B31 door de B40 en nam de 350- en 500cc-BSA Gold Star-serie uit haar programma, evenals de 500cc-eencilinder B33. De 250cc-C12 werd vervangen door de C15.

## BSA A50 Star (1962-1964) / BSA A50R Royal Star (1965-1970)
Bob Fearon, algemeen directeur van BSA, besloot van de gelegenheid gebruik te maken om ook de A7 en de A10 helemaal te herzien en de pre-unit en semi-unit motoren te vervangen door unit construction-modellen met geïntegreerde versnellingsbak en het uiterlijk van de machines te moderniseren. Dat was vooral belangrijk voor de Amerikaanse markt. Daar was een enorme concurrentiestrijd gaande tussen de Britse merken omdat Harley-Davidson de sportieve rijders niet bediende. Onder leiding van het hoofd van de ontwikkelingsafdeling Bert Perrigo werden de unit construction Star Twins ontwikkeld. De nieuwe BSA A50 Star werd een onmiddellijk succes in het Verenigd Koninkrijk, maar ook in Australië en de Verenigde Staten. De machine werd ook wel BSA A50 Star Twin genoemd. In 1965 werd de machine gewijzigd, in navolging van de BSA A65R Rocket, die al in 1964 was verschenen. De machine, die nu BSA A50R Royal Star heette, kreeg nu een inklapbare kickstarter en de compressieverhouding werd verhoogd van 8,5:1 naar 9:1. Ze kreeg ook smallere, verchroomde spatborden.

### Uitrusting
De eerste A50 Stars werden nog geleverd met de diepe, U-vormige spatborden, die met de komst van de Royal Star werden vervangen door smalle, verchroomde exemplaren. De olietank was in rubber opgehangen aan de rechterkant onder het zadel en achter deze tank zat binnen de lus van het achterframe ook nog het kastje voor het boordgereedschap. Dat was echter zo klein dat de fabrieksarbeiders er weliswaar het gereedschap in wisten te persen, maar als de klant het gereedschap eenmaal gebruikt had was het vrijwel onmogelijk het weer terug te plaatsen. Extra gereedschap meenemen was helemaal niet mogelijk. Whitewallbanden waren weliswaar leverbaar, maar vonden weinig aftrek. De 6 volt-accu zat links onder het zadel. Zowel de tank, het gereedschapskastje als de accu waren afgedekt met plaatstalen deksels die met een enkele bajonetsluiting vast zaten. Zij verborgen ook de carburateur en het luchtfilter en waren voorzien van een vleugelvormig "BSA"-logo. De machine had een 4 gallon (18,2 liter) tank die in rubber was opgehangen. Er waren twee benzinekranen, zodat de tank kon worden afgenomen zonder een compensatieslangetje los te maken. Op de verchroomde zijkanten zaten rubber knee grips en peervormige BSA-logo's. De machine had twee deegroluitlaten die laag naast het achterwiel lagen. Het kettingscherm was vrij diep, maar tegen meerprijs konden klanten ook een volledig gesloten kettingkast bestellen. De koplamp zat in een nacelle en bevatte de ampèremeter, de snelheidsmeter, de lichtschakelaar en de contactschakelaar. De koplampnacelle verviel op de Royal Star, die een losse koplamp kreeg, nog steeds met ampèremeter en schakelaars, maar met de snelheidsmeter op het stuur. Op het stuur zat ook de claxonknop gecombineerd met de groot/dimlichtschakelaar. De spatborden, zijschilden en tank waren in de hoofdkleur gespoten. De A50 Star werd geleverd in lichtblauw, metallic groen of zwart, naar de voorkeur van de klant. De velgen waren volledig verchroomd en frame, achtervork en koplampnacelle waren zwart. Door de bolle tank en bij latere modellen ook de bolle zijdeksels leek de machine nogal mollig, maar feitelijk was ze 14 kg lichter dan een A7. Zowel de A50 Star als de latere A50 Royal Star konden worden uitgerust met beenschilden, een handgreep voor de duopassagier en valbeugels.

### Motor
De motor was een dwarsgeplaatste, luchtgekoelde staande paralleltwin met slechts één nokkenas achter het cilinderblok, waar alle (vier) stoterstangen werden bediend. De nokkenas werd aangedreven door een tandwieltrein. De stoterstangen stuurden via tuimelaars de vier kleppen aan. De boring bedroeg 65,5 mm, de slag 74 mm. Daarmee was de slag nog langer dan die van de A7, maar het maakte het mogelijk om de 654cc-A65 op hetzelfde carter te bouwen, met dezelfde slag maar met een boring van 75 mm. Het aluminium carter was volgens Brits gebruik verticaal gedeeld. Ook het cilinderblok en de cilinderkop waren van gegoten aluminium. De motor had een dry-sump-smeersysteem met de olietank rechts onder het zadel. De krukas was uit een stuk gesmeed met een centraal vliegwiel in het midden. De drijfstangen waren van aluminium en hadden glijlagers voor het big-en en busjes voor het small-end. De krukas had een glijlager aan de rechterkant en een rollager aan de linkerkant. Dat rechter glijlager gaf aanvankelijk problemen omdat het snel sleet waardoor oliedrukverlies ontstond. Dat probleem leek in 1965 opgelost door een rollager in te bouwen, maar dat lager kon de zijdelingse krachten van de krukas niet opvangen, verhinderde de oliestroom en veroorzaakte soms zelfs vastlopers. Het cilinderblok bestond uit één stuk, net als de kop, die zelfs bij beide modellen gelijk was m.u.v. de klepdiameter. Het inlaatspruitstuk was niet meegegoten, maar apart bevestigd zodat het vervangen kon worden (voor het verschil tussen beide modellen maar ook om twee carburateurs te monteren). De A50 Star had slechts één Amal-376 Monobloc 24,5mm-carburateur. De ontsteking werd verzorgd door een 6 volt-accu-bobinesysteem met de onderbreker rechts achter een inspectiedekseltje op het carterdeksel. De compressieverhouding bedroeg aanvankelijk 7,25:1, maar werd in 1963 verhoogd tot 8:1 en in 1964 tot 8,5:1. Klanten met een voorkeur voor sportief rijden konden ook hoge compressie-zuigers bestellen, waardoor de compressieverhouding op 9:1 kwam. De Royal Star had standaard de hoge compressieverhouding en een 12 volt-installatie.

### Transmissie
Op de linkerkant van de krukas zat een tandwiel dat via een triplexketting met automatische kettingspanner de meervoudige droge plaatkoppeling aandreef. In het hart van de koppeling zat een transmissiedemper. Naast het voorste tandwiel zat de Lucas-dynamo. De hele primaire aandrijving zat achter een geschroefd aluminium deksel. De machine had nu een unit construction-vierversnellingsbak met kickstarter, die nog niet inklapbaar was. Het schakelpedaal zat - zoals op alle Britse motorfietsen - rechts. Ondanks de unit construction had de versnellingsbak zijn eigen smering, los van de motor. De snelheidsmeter was aangesloten op de versnellingsbak.

### Rijwielgedeelte
Het frame was een volledig gelast dubbel wiegframe. Ook het achterframe, dat het zadel en de bevestigingen voor de schokdempers droeg, was aan het hoofdframe vastgelast. De buitenliggende veren van de telescoopvork werden afgedekt door metalen hulzen die vanaf de koplampnacelle naar beneden liepen. Bij de Royal Star werden deze vervangen door rubber gaiters. Achter zat een in rubber silent blocks opgehangen swingarm met twee veer/demperelementen. De voorvork had een frictie-stuurdemper. De machine had volle naaf-trommelremmen, 7 inch voor achter. Met de komst van de Royal Star werd de voorste rem vergroot tot 8 inch. Beide remmen werden aanvankelijk aangestuurd door een bowdenkabel, maar toen die bij de achterrem rek vertoonde werd hij daar vervangen door een stangenstelsel. Beide wielen hadden 18 inch velgen.

## BSA A50 Police
In 1964 en 1965 werden zowel van de A50 als de A65 politie-uitvoeringen gebouwd. Ze waren voorzien van een eenpersoons-zadel en een volledige Avon-toerkuip.

## BSA A50CC Cyclone Competition (1964-1965), A50CC Cyclone Clubman (1965) en A50C Cyclone Road (1965)
In 1964 verscheen de BSA A50CC Cyclone Competition op de Amerikaanse markt. De machine was bedoeld voor de scrambles, de Amerikaanse crosswedstrijden en desert races. Ze werd dan ook geleverd zonder verlichting, snelheidsmeter en toerenteller, maar met twee 27mm-Amal Monobloc 376-carburateurs en een zeer hoge compressieverhouding van 10,5:1. Ook had ze nog magneetontsteking, een 8 inch-voorrem en een kleine 9liter-tank. Vanwege de twee carburateurs met elk een eigen trommelvormig luchtfilter moesten de zijdeksels kleiner worden. Ze waren nu ook van fiberglas gemaakt. De A50C Cyclone Road was het sportmodel, bedoeld voor de straat en dus met verlichting geleverd en met een compressieverhouding van 9:1. In 1965 waren beide modellen ook in het Verenigd Koninkrijk leverbaar, maar met accu/bobine-ontsteking en 18,2liter-benzinetank. De A50CC Cyclone Competition werd hier A50CC Cyclone Clubman genoemd en was bedoeld voor productieraces op verharde circuits. Alle modellen konden worden voorzien van een close ratio-versnellingsbak. De Cyclone-versies ging na 1965 weer uit productie wegens gebrek aan belangstelling. Klanten kozen liever voor de 654cc-BSA A65SH Spitfire Hornet en BSA A65L/R Lightning Rocket.

## BSA A50W Wasp (1966-1967)
In 1966 kregen de offroadrijders een nieuw model, de A50W Wasp als zustermodel voor de vernieuwde A65H Hornet. Dit model had ook de hoge compressieverhouding van 10,5:1 en twee carburateurs, maar het was wel streetlegal met verlichting en gedempte, laaggeplaatste uitlaten en een snelheidsmeter. De tank bevatte minder dan negen liter benzine en was van fiberglas gemaakt. In 1968 ging de Wasp uit productie en de Hornet werd vervangen door de BSA A65FS Firebird Scrambler.

## Einde productie
In 1970 kwam er pas een oplossing voor het probleem met het rollager aan de distributiezijde, niet van BSA, maar van een van de dealers. Alle BSA-twins hadden er een slechte naam door gekregen en bovendien zuchtte de BSA/Triumph-combinatie onder de druk van het succes van de Honda CB 750. Alle belangrijke Britse merken hadden hun 500cc-modellen uit productie genomen. In 1971 waren er nog maar drie BSA-paralleltwins leverbaar, allemaal met de 654cc-motor. Het topmodel van BSA was nu de BSA A75 Rocket 3-driecilinder.

## Afbeeldingen

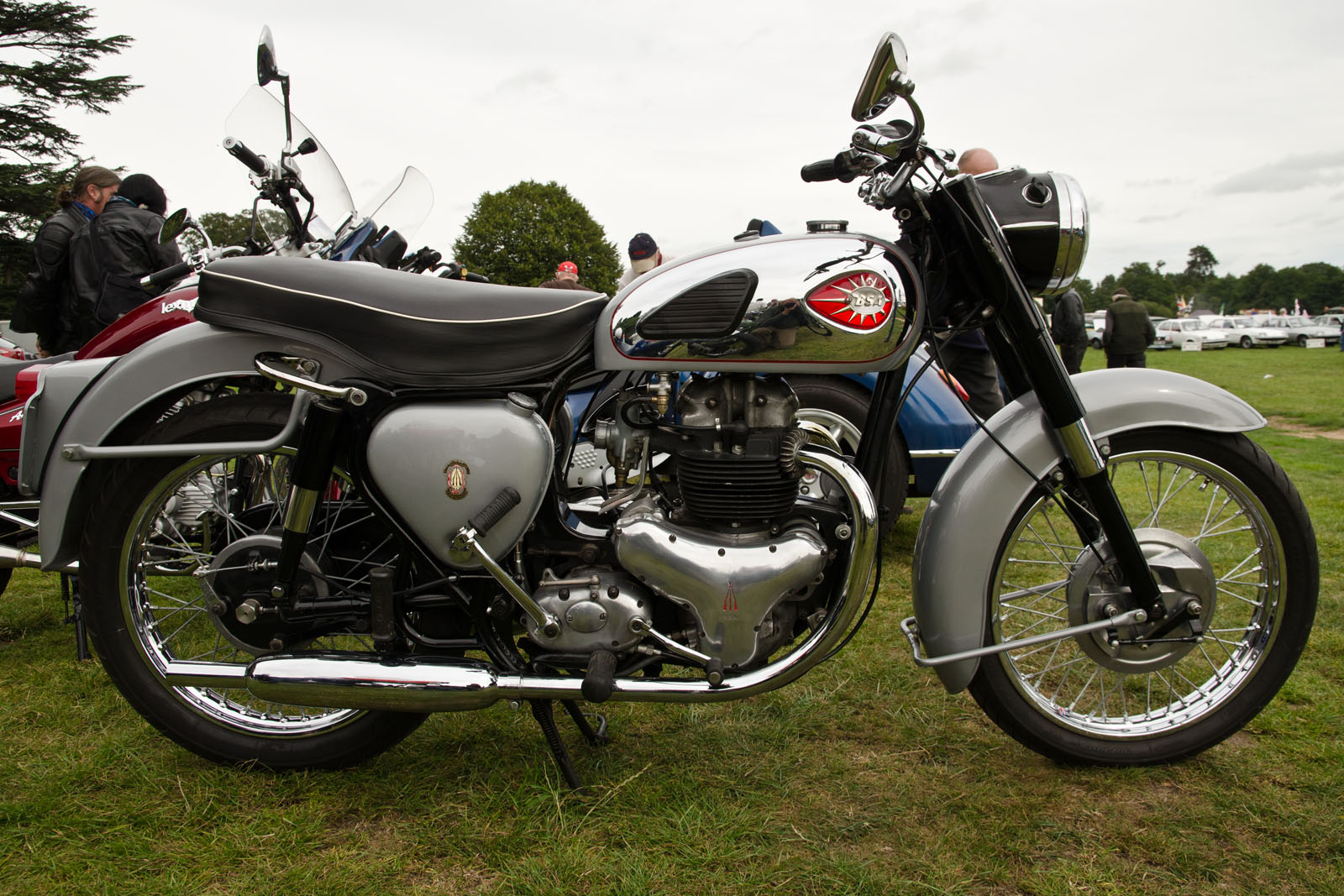
De voorganger: BSA A7
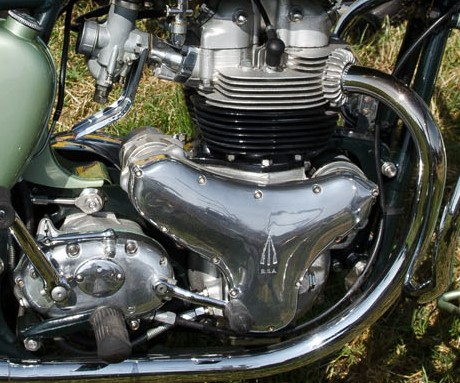
De A7 had een distributiecarter met naar rechts (de voorkant) een ketting om de dynamo aan te drijven en naar links (de achterkant) een tandwieltrein om de ontstekingsmagneet aan te drijven.
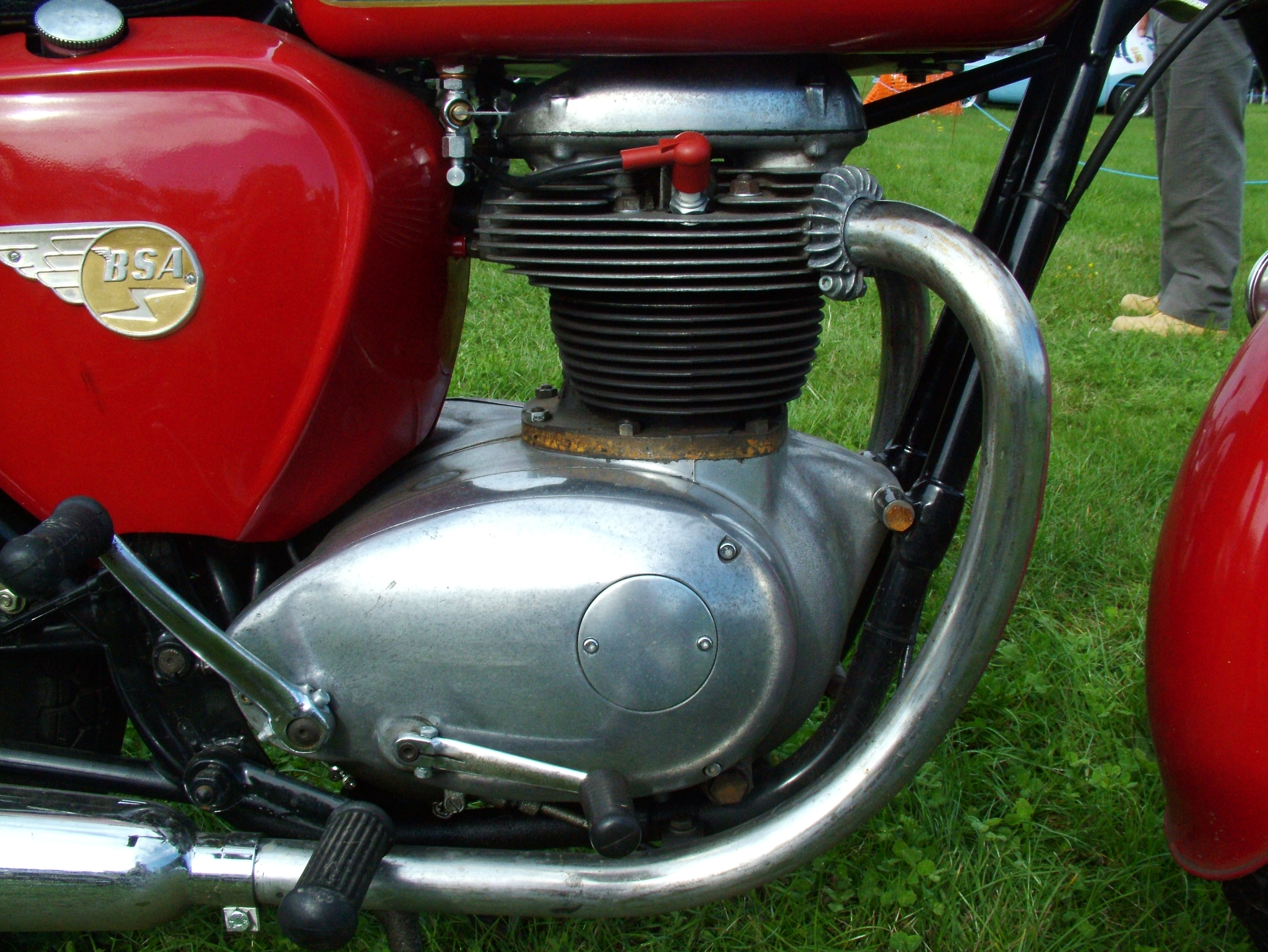
De A50/A65-motor was veel strakker afgewerkt en had een geïntegreerde versnellingsbak
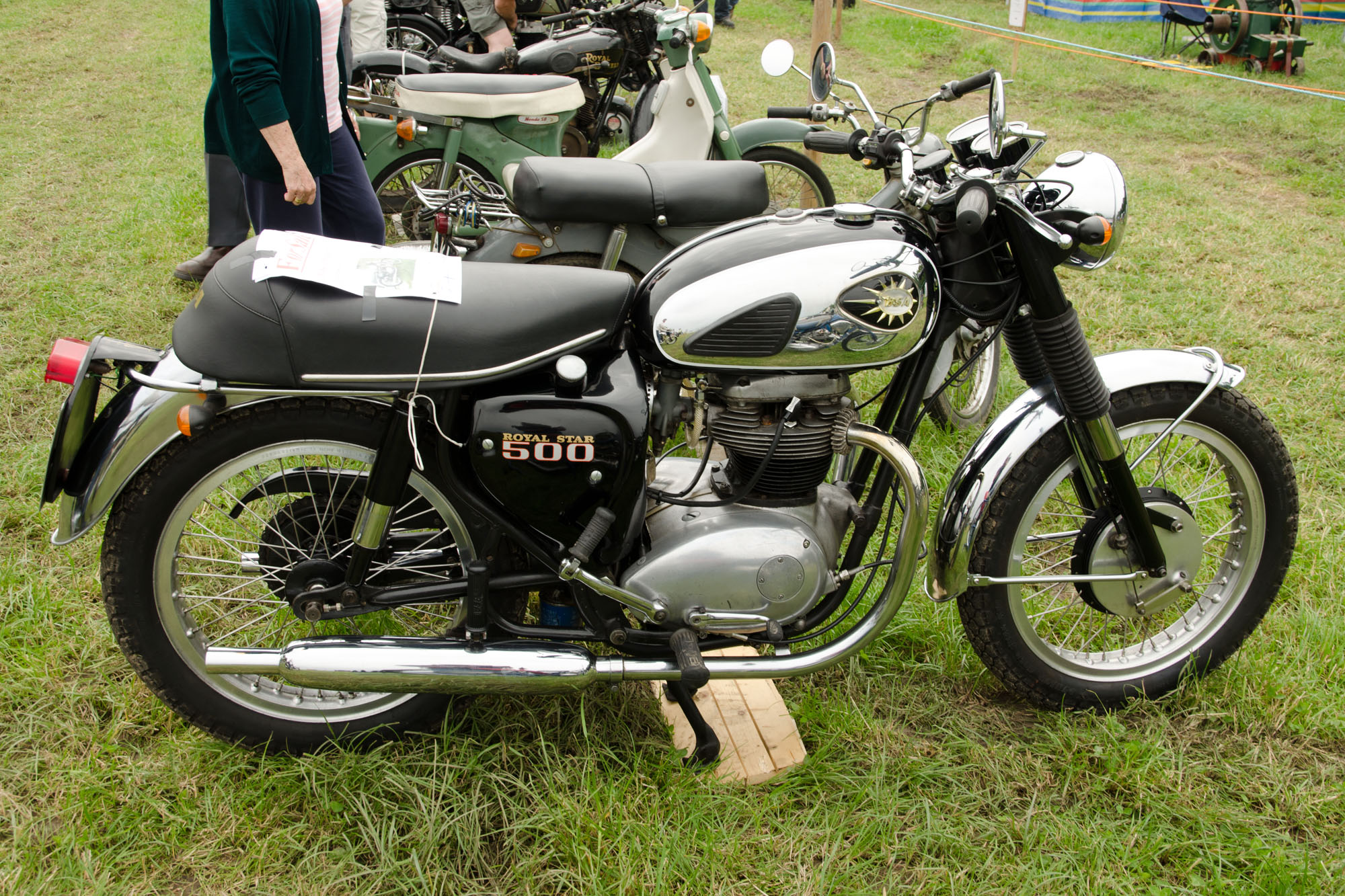
BSA A50 Royal Star uit 1966, zwart
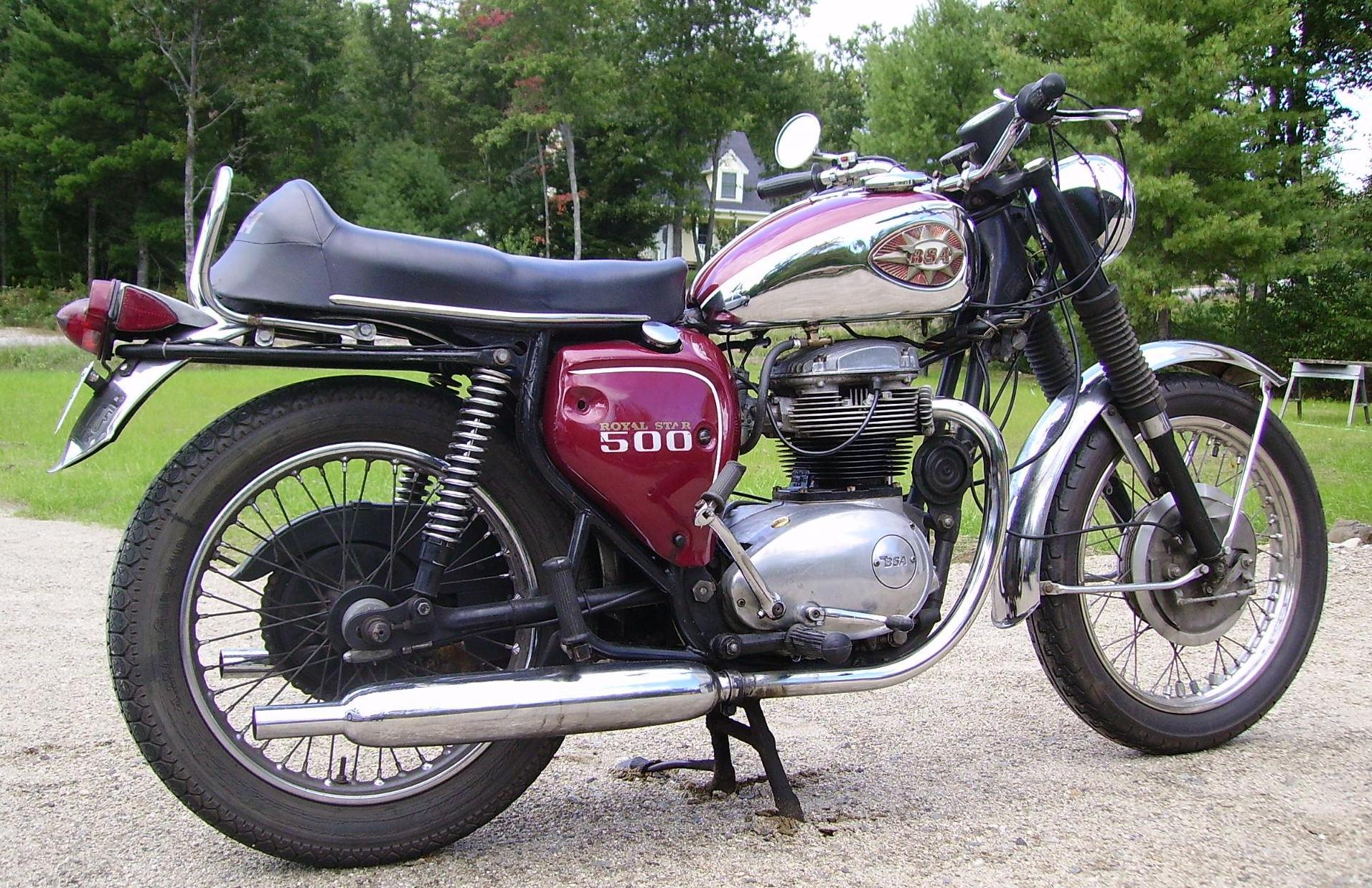
BSA A50 Royal Star uit 1969, "flamboyant red".

## Technische gegevens
| BSA A50                | Star                                                         | Police                                                       | CC Cyclone Competition USA           | C Cyclone Road UK                    | C Cyclone Road USA                   | CC Cyclone Clubman UK                | R Royal Star                         | W Wasp                               |
| ---------------------- | ------------------------------------------------------------ | ------------------------------------------------------------ | ------------------------------------ | ------------------------------------ | ------------------------------------ | ------------------------------------ | ------------------------------------ | ------------------------------------ |
| Periode                | 1962-1964                                                    | 1964-1965                                                    | 1964-1965                            | 1965                                 | 1965                                 | 1965                                 | 1965-1970                            | 1966-1967                            |
| Categorie              | Toer                                                         | Politie                                                      | Terrein                              | Sport                                | Sport                                | Clubman                              | Toer                                 | Terrein                              |
| Motortype              | Stoterstangen kopklepmotor                                   | Stoterstangen kopklepmotor                                   | Stoterstangen kopklepmotor           | Stoterstangen kopklepmotor           | Stoterstangen kopklepmotor           | Stoterstangen kopklepmotor           | Stoterstangen kopklepmotor           | Stoterstangen kopklepmotor           |
| Bouwwijze              | Dwarsgeplaatste staande paralleltwin                         | Dwarsgeplaatste staande paralleltwin                         | Dwarsgeplaatste staande paralleltwin | Dwarsgeplaatste staande paralleltwin | Dwarsgeplaatste staande paralleltwin | Dwarsgeplaatste staande paralleltwin | Dwarsgeplaatste staande paralleltwin | Dwarsgeplaatste staande paralleltwin |
| Koeling                | Lucht                                                        | Lucht                                                        | Lucht                                | Lucht                                | Lucht                                | Lucht                                | Lucht                                | Lucht                                |
| Boring                 | 65,5 mm                                                      | 65,5 mm                                                      | 65,5 mm                              | 65,5 mm                              | 65,5 mm                              | 65,5 mm                              | 65,5 mm                              | 65,5 mm                              |
| Slag                   | 74,0 mm                                                      | 74,0 mm                                                      | 74,0 mm                              | 74,0 mm                              | 74,0 mm                              | 74,0 mm                              | 74,0 mm                              | 74,0 mm                              |
| Cilinderinhoud         | 498,7 cc                                                     | 498,7 cc                                                     | 498,7 cc                             | 498,7 cc                             | 498,7 cc                             | 498,7 cc                             | 498,7 cc                             | 498,7 cc                             |
| Carburateur(s)         | 1 x Amal 376 Monobloc 25,4 mm, later Amal Concentric 25,4 mm | 1 x Amal 376 Monobloc 25,4 mm, later Amal Concentric 25,4 mm | 2 x Amal 376 Monobloc 27 mm          | 2 x Amal 376 Monobloc 27 mm          | 2 x Amal 376 Monobloc 27 mm          | 2 x Amal 376 Monobloc 27 mm          | 1 x Amal Concentric 376 25,4 mm      | 2 x Amal Concentric 389 28,5 mm      |
| Smeersysteem           | Dry-sumpsysteem                                              | Dry-sumpsysteem                                              | Dry-sumpsysteem                      | Dry-sumpsysteem                      | Dry-sumpsysteem                      | Dry-sumpsysteem                      | Dry-sumpsysteem                      | Dry-sumpsysteem                      |
| Compressieverhouding   | 7,25:1, 1963: 8:1, vanaf 1964: 8,5:1                         | 8,5:1                                                        | 10,5:1                               | 9:1                                  | 9:1                                  | 10,5:1                               | 9:1                                  | 10,5:1                               |
| Max. Vermogen          | 35 pk bij 5.800 tpm                                          | 35 pk bij 5.800 tpm                                          | 35 pk bij 5.800 tpm                  | 35 pk bij 5.800 tpm                  | 35 pk bij 5.800 tpm                  | 35 pk bij 5.800 tpm                  | 35 pk bij 5.800 tpm                  | 35 pk bij 5.800 tpm                  |
| Primaire aandrijving   | Triplexketting                                               | Triplexketting                                               | Triplexketting                       | Triplexketting                       | Triplexketting                       | Triplexketting                       | Triplexketting                       | Triplexketting                       |
| Koppeling              | Meervoudige droge plaat                                      | Meervoudige droge plaat                                      | Meervoudige droge plaat              | Meervoudige droge plaat              | Meervoudige droge plaat              | Meervoudige droge plaat              | Meervoudige droge plaat              | Meervoudige droge plaat              |
| Versnellingen          | 4                                                            | 4                                                            | 4                                    | 4                                    | 4                                    | 4                                    | 4                                    | 4                                    |
| Secundaire aandrijving | Ketting                                                      | Ketting                                                      | Ketting                              | Ketting                              | Ketting                              | Ketting                              | Ketting                              | Ketting                              |
| Rijwielgedeelte        | Dubbel wiegframe                                             | Dubbel wiegframe                                             | Dubbel wiegframe                     | Dubbel wiegframe                     | Dubbel wiegframe                     | Dubbel wiegframe                     | Dubbel wiegframe                     | Dubbel wiegframe                     |
| Voorvork               | Telescoopvork                                                | Telescoopvork                                                | Telescoopvork                        | Telescoopvork                        | Telescoopvork                        | Telescoopvork                        | Telescoopvork                        | Telescoopvork                        |
| Achtervork             | Swingarm                                                     | Swingarm                                                     | Swingarm                             | Swingarm                             | Swingarm                             | Swingarm                             | Swingarm                             | Swingarm                             |
| Remmen                 | Trommelremmen                                                | Trommelremmen                                                | Trommelremmen                        | Trommelremmen                        | Trommelremmen                        | Trommelremmen                        | Trommelremmen                        | Trommelremmen                        |
| Tankinhoud             | 18,2 liter                                                   | 18,2 liter                                                   | 9,1 liter                            | 18,2 liter                           | 9,1 liter                            | 18,2 of 22,7 liter                   | 15,9 liter                           | 8,6 liter                            |
| Droog gewicht          | 141 kg                                                       | 141 kg                                                       | 141 kg                               | 141 kg                               | 141 kg                               | 141 kg                               | 141 kg                               | 141 kg                               |